# Toluviejo
Toluviejo es un municipio colombiano ubicado al norte del departamento de Sucre en la Región Caribe. Se sitúa a 18 km de Sincelejo, la capital departamental. 

## Economía
La principal actividad industrial en el municipio es la minería específicamente la explotación de la piedra caliza, de la cual se derivan una variedad de materiales, los cuales son indispensable para la construcción de viviendas, carreteras y un sinfín de usos más, estos materiales son muy utilizado de manera local y regional.

## División Político-Administrativa
Aparte de su cabecera municipal. Toluviejo tiene bajo su jurisdicción los siguientes Centros poblados:
- Caracol
- Cañito
- Cienaguita
- Gualón
- La Floresta
- La Piche
- La Siria
- Las Piedras
- Los Altos
- Macaján
- Moquen
- Nueva Esperanza
- Palmira
- Varsovia

## Historia
Pedro de Heredia atravesó los manglares de Tolú y llegó a la zona de Catarapa, así se llamó inicialmente la región comprendida desde el puerto de Tolú donde gobernaba Tolúa el nuevo, hacia adentro donde se encuentra Toluviejo.
A la llegada de los españoles al territorio, la región de los Montes de María, estaban habitados por la nación malibúes, que al parecer tenían un activo comercio con los zenúes que habitaban mucho más al sur. Las estribaciones de los montes de María, donde hoy se asienta el corregimiento Macaján, estaban habitados por los indios one o macayas, emparentados con los zenúes. De vez en cuando los españoles e indígenas se internaban en la serranía para extraer el bálsamo de Tolú, de un árbol muy común en la región, estas incursiones generalmente partían de las encomiendas de One Yuman y One Macaya (Macayepo). La situación de abandono fue aprovechada por personas libres, que se asentaron de manera dispersa en la región para escapar del sistema fiscal colonial. 
Hasta en 1774, Juan de la Torrezar Diaz Pimienta, gobernador de la Provincia de Cartagena, queriendo organizar a los habitantes disperso en la provincia, designó al teniente Antonio de la Torre y Miranda para esta labor. El cual funda el 20 de noviembre de 1775 la población de San Cristobal, hoy Caracol. Esta localidad era el punto de conexión de Corozal con Tolú.

## Geografía

### Ubicación
El municipio de Toluviejo, se encuentra ubicado al norte del departamento de Sucre. Tiene una extensión total 276.49 km² aproximadamente, una extensión urbana de 1.6 km² y una extensión rural de 274.89 km², con una altura sobre el nivel del mar de 64 m aproximadamente y limita al sur con la ciudad de Sincelejo; por el oeste con los municipios de Santiago de Tolú; por el norte con los municipios de san Onofre y por el este con los municipios de Coloso y Morroa. 

### Clima
La temperatura en el municipio varia en las distintas estaciones del año siendo la media 31 °C anual, donde la temperatura hace ciertas variaciones obteniendo como temperaturas mínimas de 18 °C y un máximo de 42 °C, esto se puede presenciar más en verano cuando se es más notorio el cambio de temperatura, siendo más bajo en las madrugadas y fuertes calores en horas de la tarde, con la llegada de algunas precipitaciones es cuando da paso a estabilizarse.

### Hidrografía
La hidrografía del municipio la componen los arroyos: Arroyo Grande, nace en el Cerro de María (Colosó). Pechellín, nace en Ovejas. Sancapié, nace en el Cerro de La Venta. San Antonio, nace en el Cerro Gualón.
Además de afluentes como: Palenquillo,Culebra, Bermejo, Bobo, Tornasol, Cal, Camarón, El Bobito, El Cañito, El Floral, Pájaros, Cieneguita, La Piche, El Coroso, El Mohán, Arenitas, Pispiche, Versalles, Escobalito, El Tigre, Coraza, Corazón, Seco, Caño Brasil, Las Pilas, La Muerte, El Suán, Soto, Puentes, El Sol, Astillero y Moquén.

## Estructura organizacional municipal
| Toluviejo    | Toluviejo   | Toluviejo                  |
| Departamento | Código DANE | Categoría municipal (2022) |
| ------------ | ----------- | -------------------------- |
| Sucre        | 70823       | Sexta                      |

- Personería: Es un centro del Ministerio Público de Colombia que ejerce, vigila y hace control sobre la gestión de las alcaldías y entes descentralizados; velan por la promoción y protección de los derechos humanos; vigilan el debido proceso, la conservación del medio ambiente, el patrimonio público y la prestación eficiente de los servicios públicos, garantizando a la ciudadanía la defensa de sus derechos e intereses.

El actual Personero municipal es x (2024-2027).
- Concejo Municipal: Es la suprema autoridad política del municipio. En materia administrativa sus atribuciones son de carácter normativo. También le corresponde vigilar y hacer control político a la administración municipal. Se regulan por los reglamentos internos de la corporación en el marco de la Constitución Política Colombiana (artículo 313) y las leyes, en especial la Ley 136 de 1994 y la Ley 1551 de 2012.

Constituido por 11 concejales por un periodo de 4 años. 
- Alcaldía Municipal: En esta se encuentra la administración municipal y las entidades descentralizadas del municipio.

El Alcalde se pronuncia mediante decretos y se desempeña como representante legal, judicial y extrajudicial del municipio. El actual Alcalde municipal es Jorge Salcedo Mártinez (2024-2027), elegido por voto popular.
- JAL. Sin constitución alguna en los corregimientos del municipio.

## Servicios públicos
- Energía Eléctrica: Afinia, del grupo EPM, es la empresa prestadora del servicio de energía eléctrica.
- Gas Natural: Surtigas es la empresa distribuidora y comercializadora de gas natural en el municipio.